# Димитър Ганев (географ)
Вижте пояснителната страница за други значения на Димитър Ганев.
Димитър Стефанов Ганев е професор по стопанска география. Роден е на 15 юли 1908 г. във Варна.
Завършва икономически науки в High School of Economics във факултета "Икономически и политически науки" в Лондон през 1932 год. За показан отличен успех по време на следването и по препоръка на редица негови професори - преподаватели в  университета получава стипендия за специализация в School of International Studies в Женева през 1932 г. и отново в Лондон през 1937 год. 
След завръщането си в България през есента на 1932 год., постъпва като извънреден асистент във Висшето търговско училище във Варна, а на 1. IX.1934  е назначен за редовен асистент по "Финансова наука".  Впоследствие става частен доцент (1938), редовен доцент (1941), извънреден професор (1945) и редовен професор по "Стопанска география (1947) към катедра "Стопанска политика и стопанска география". Декан е на стопанския факултет в периода 1944 – 1946 г.
Проф. Димитър Ганев е избран и за първи ръководител на специалността „Стокознание“, създадена от проф. Цани Калянджиев в периода 1948 – 1949 г.  като формира преподавателската структура на катедрата, чиято основна задача е обучение на студентите от специалност „Стокознание“ и други специалности, както и осъществяване на научноизследователска дейност в областта на стоковото познание. Ръководи разработването на първия учебен план за специалност „Стокознание“, работи за формиране на катедрения състав и утвърждаването му в структурата на университета.
С разпореждане № 811 от 8 ноември 1963 г. на МС, е създаден ИМТ (Институт по международен туризъм) на Златни пясъци. Преподавателите са предимно от ВИНС Варна – Проф. Димитър Ганев – „география на туризма“ и Димо Каракашев – „технология на храната“.
На 6 ноември 1965 г. с разпореждане на МС № 225 става Полувисш Институт по Международен Туризъм (Колеж по Туризъм) към ИУ – Варна.
Монографиите на проф Димитър Ганев "Същност и динамичност на географията и нейните отношения и връзки със социалните дисциплини" и "Общата географска теория като основа на стопано-географската наука", са не само първите у нас по тази тематика, но имат значими теоретични приноси в стопано-географската наука въобще. Оригинално, с научноприложен приносен характер е и проучването му за Камчийската низина, в което той изгражда стопано-географската характеристика на този кът от нашата родина и разкрива неговите икономически и социални проблеми. 
През 1947 год. проф Д. Ганев, в съавторство с А. Тотев и Ст. Сукманджиев публикува "Световно стопанство. Сурови материали и промишленост". Това е едно интересно помагало с подчертан научноизследователски характер.
Като титуляр на учебната дисциплина "Общинско самоуправление" през 1940 год. проф Ганев публикува в Годишника на университета „Принос към изучаване на английското самоуправление“ (обем 169 стр.) В труда си авторът разкрива и осветлява особеностите на английската система на самоуправление, която е плод на борбите за политическа демокрация през първата половина на XIX век. В тази монография, изключителен интерес предизвикват особеностите на английската система за самоуправление и социалната политика на английските общини. През пролетта на 1940 год. проф. Ганев публикува и очакваните с нетърпение от студентите "Записки по стопанска география" (обем 320 стр.)
Проф. Ганев взима активно участие в редица научни изяви на университета - национални и международни научни конференции. През 1967 год., на конференция в Будапеща изнася доклад на тема: "Туризмът в Народна Република България", а 1969 год.,  пак там, на международна конференция по стопански туризъм изнася доклад: "проблеми на географията на туризма и подготовката на туристически кадри. Активно участва и в български научни форуми като изнася докладите:  "Проблеми на удължаването на експлоатационния период на материално-техническата база и подготовката на кадри в туризма (1968г.); "Актуални проблеми на стковедната наука" (1970г.); "Икономическа ефективност на международния туризъм" 1973г.)
Освен по неговите основни учебни дисциплини, в кръга на стопано-географските науки - "Обща стопанска география", "Българска стопанска география", "География на транспорта" и "География на туризма", в определени моменти от неговата кариера, са му възлагани лекционни курсове и по "Общинско самоуправление", "Световно стопанство", "Съвременна икономика на България"  "Структура на българското народно стопанство", "Стопанска история" и "Социална политика".
Владеенето на английски, френски, немски и руски е от голямо значение за неговата научна и преподавателска дейност. 
Проф. Ганев се пенсионира на 1 март 1974 год. след над 41 години непрекъснат трудов стаж в университета. 
Професор Ганев умира на 1 януари 1986 г. във Варна.